# Branch (Luizjana)
Branch – jednostka osadnicza w Stanach Zjednoczonych, w stanie Luizjana, w parafii Acadia.